# Иоанн IV (архиепископ Ростовский)
Архиепископ Иоанн IV (ум. 12 мая 1525) — епископ Русской православной церкви, архиепископ Ростовский, Ярославский и Белозерский.

## Биография
С 14 июля 1506 года — игумен Кирилло-Белозерского монастыря.
В 1514 году переведён архимандритом Московского Симонова монастыря.
9 февраля 1520 года хиротонисан во епископа Ростовского, Ярославского и Белозерского с возведением в сан архиепископа.
Скончался 12 мая 1525 года. Погребён в Ростовском соборе.